# Stefan Klein
Stefan Klein (n. 5 octombrie 1965, München) este un autor german de literatură științifică.

## Viața
Klein a studiat fizică și filosofie analtică în München, Grenoble și Freiburg im Breisgau, luându-și doctoratul în Freiburg cu o lucrare din domeniul biofizicii.
Între anii 1996 - 1999 a fost redactor în sectorul științific al revistei germane Spiegel, unde devine cunoscut prin o serie de reportaje cu teme științifice. În 1998 i se acordă pentru activitatea sa jurnalistică, premiul Georg von Holtzbrinck.
Între anii 1999 - 2000 a fost redactor la revista științifică Geo și a început să scrie diferite lucrări ca: Tagebücher der Schöpfung (Jurnale despre facerea lumii), Die Glücksformel (Formula fericirii) ultima caută să sugereze cititorului o concepție filozofică și un mod de gândire pentru a deveni fericit în viață. Operele lui Stefan Klein au fost traduse în mai multe limbi.
În viața privată autorul locuiește în Berlin, este căsătătorit cu jurnalista Alexandra Rigos cu care are un fiu și o fiică.